# Урзула Крехел
Урзула Крехел (на немски: Ursula Krechel) е германска поетеса, белетристка, есеистка, преводачка, автор на театрални и радиопиеси, родена в Трир.

## Биография и творчество
Крехел следва германистика, театрознание и история на изкуството в Кьолнския университет. По време на следването си сътрудничи на Западногерманското радио и вестник „Кьолнер Щатанцайгер“. Освен това работи като драматург в дортмундския Градски театър. Става доктор по философия и се преселва във Франкфурт на Майн. Преподава в университетите на Гисен, Есен, Лайпциг, Уоруик (Великобритания) и Сейнт Луис (САЩ).
Първата си стихосбирка „Към Майнц!“  Урзула Крехел публикува в 1977 г. и веднага си спечелва литературно име. Издава също „Наранима като в най-добрите времена“ (1979), „Груб разрез. Стихотворение в 60 вариации“ (1983) и „Учи се от огъня“ (1985). Критиката я свързва с феминисткото движение и възгледите за „нова субективност“, но по-късно поетесата изпитва влияния от сюрреализма и променя посланието и стила си. Следват стихосбирките „Какаово синьо“ (1989), „Техника на събуждането“ (1992), „Извънредно вътрешно“ (1995), „Общоприето чудо“ (1995), „Незлобливост“ (1997) и „Поклон пред въздуха“ (1999). По-късните ѝ поетически произведения са големите поеми „Гласове от твърдата сърцевина“ (2005) и „Към средината“ (2006).
Урзула Крехел се установява да живее в Берлин, става член на ПЕН клуба на ФРГ.

## Награди и отличия
- 1980: Arbeitsstipendium für Berliner Künstler
- 1994: Internationaler Eifel-Literatur-Preis
- 1994: „Поощрителна награда Марта Заалфелд“
- 1995: Stipendium Künstlerhaus Edenkoben
- 1997: „Награда Елизабет Ланггесер“
- 2006: Calwer Hermann-Hesse-Stipendium
- 2008: „Литературна награда на Рейнгау“ für Shanghai fern von wo
- 2009: „Награда на германската критика“
- 2009: „Дюселдорфска литературна награда“
- 2009: „Награда Йозеф Брайтбах“
- 2009: Kunstpreis Rheinland-Pfalz
- 2012: „Висбаденска награда за поезия „Орфил““
- 2012: „Немската награда за книга“ für Landgericht
- 2013: Heinrich-Heine-Gastdozentur
- 2015: „Награда Герти Шпис“ für Landgericht
- 2017: Aufnahme in die Berliner Akademie der Künste[2]